# Thế giới linh hồn

Thế giới linh hồn

Thế giới linh hồn, theo thuyết duy linh, là thế giới hoặc cõi sống của các linh hồn, cả thiện hay ác của những biểu hiện tâm linh khác nhau. Trong khi tôn giáo liên quan đến đời sống nội tâm, thế giới linh hồn được coi là môi trường bên ngoài dành cho các linh hồn. Mặc dù độc lập với thế giới tự nhiên, cả thế giới linh hồn và thế giới tự nhiên đều tương tác liên tục. Thông qua phương pháp thông linh, những thế giới này có thể giao tiếp với nhau một cách có ý thức. Thế giới linh hồn đôi khi được mô tả bởi những nhà ngoại cảm từ thế giới tự nhiên trong trạng thái thôi miên.

## Lịch sử
Vào giữa thế kỷ 19, hầu hết các nhà văn tâm linh đồng tình rằng thế giới linh hồn là "vật chất hữu hình" và là nơi bao gồm "các khối cầu" hoặc "các vùng miền". Mặc dù chi tiết cụ thể khác nhau, việc xây dựng đã đề xuất theo kiểu tổ chức và tập trung hóa.  Một nhà văn Thụy Điển thế kỷ 18, Emanuel Swedenborg, đã ảnh hưởng đến quan điểm tâm linh của thế giới linh hồn. Ông mô tả một loạt các quả cầu đồng tâm, mỗi khối bao gồm một tổ chức tinh thần có thứ bậc trong một khung cảnh giống Trái đất hơn là Thượng đế làm trung tâm. Các quả cầu này dần dần được chiếu sáng và trông giống bầu trời hơn. Các nhà tâm linh đã thêm vào một khái niệm về vô hạn, hoặc vô cực cho những quả cầu này.  Hơn nữa, nó đã được xác định rằng Luật lệ do Đấng Tạo hóa khởi xướng áp dụng cho Trái đất cũng như thế giới linh hồn.
Một quan niệm tâm linh phổ biến khác là thế giới linh hồn vốn đã tốt và liên quan đến việc tìm kiếm sự thật trái ngược với những điều xấu nằm trong một "bóng tối tâm linh". Quan niệm này được suy luận như trong câu chuyện ngụ ngôn trong Kinh thánh Lazarus và phú ông rằng có một khoảng cách lớn hơn giữa các linh hồn tốt và xấu so với giữa người chết và người sống. Ngoài ra, thế giới linh hồn còn là "Ngôi nhà của Linh hồn" như được mô tả bởi C. W. Leadbeater (nhà Thông Thiên học) cho thấy rằng để một người sống trải nghiệm thế giới linh hồn là một trải nghiệm hạnh phúc, đầy ý nghĩa và làm thay đổi cuộc sống.
Tuy nhiên, John Worth Edmonds đã phát biểu trong tác phẩm năm 1853 có nhan đề Spiritualism, "Mối quan hệ của con người với thế giới linh hồn không gì tuyệt vời hơn mối liên hệ của anh ta với thế giới tự nhiên. Hai phần trong bản chất của anh ta phản ứng với cùng một mối quan hệ trong thế giới tự nhiên và tâm linh." Ông khẳng định, trích dẫn lời của Swedenborg qua phương pháp thông linh, rằng mối quan hệ giữa con người và thế giới linh hồn là có đi có lại và do đó có thể chứa đựng nỗi buồn. Mặc dù cuối cùng, "lang thang qua các quả cầu" một con đường tốt lành "cuối cùng cũng được Linh hồn nhận thấy với suy nghĩ là tình yêu thế giới này mãi mãi."